# Kanonierki torpedowe typu Kazarskij
Kanonierki torpedowe typu Kazarskij – rosyjskie kanonierki torpedowe z końca XIX wieku. W latach 1888–1895 w stoczniach Schichau w Elblągu, Crichton w Turku i Stoczni Admiralicji w Nikołajewie zbudowano sześć okrętów tego typu. Jednostki weszły w skład Floty Bałtyckiej, Floty Czarnomorskiej i Eskadry Oceanu Spokojnego w latach 1890–1895 i wzięły udział w wojnie rosyjsko-japońskiej oraz I wojnie światowej. Dwie jednostki były po wojnie z lat 1904-1905 użytkowane przez Marynarkę Wojenną Japonii, a dwie trafiły po I wojnie światowej do Fińskiej Marynarki Wojennej.

## Projekt i budowa
Kanonierki torpedowe typu Kazarskij były początkowo klasyfikowane w Rosji jako krążowniki torpedowe . Pierwsze trzy jednostki zamówiono i zbudowano w Niemczech, trzy kolejne powstały w stoczniach krajowych .
Okręty zbudowane zostały w stoczni Schichau w Elblągu (trzy), Crichton w Turku (dwa) i Stoczni Admiralicji w Nikołajewie (jeden). Stępki okrętów położono w latach 1888–1891, a zwodowane zostały w latach 1889–1893 .
| Okręt       | Stocznia  | Położenie stępki | Wodowanie         | Wejście do służby | Los                                        |
| ----------- | --------- | ---------------- | ----------------- | ----------------- | ------------------------------------------ |
| „Kazarskij” | Schichau  | 1888             | 1889              | 1890              | wycofany w listopadzie 1925                |
| „Wojewoda”  | Schichau  | lipiec 1891      | 8 grudnia 1891    | czerwiec 1892     | 1918 → fiński „Matti Kurki”, wycofany 1937 |
| „Posadnik”  | Schichau  | sierpień 1891    | 13 kwietnia 1892  | czerwiec 1892     | 1918 → fiński „Klas Horn”, wycofany 1937   |
| „Wsadnik”   | Crichton  | 1892             | 1893              | 1894              | 1906 → japoński „Makigumo”, wycofany 1913  |
| „Gajdamak”  | Crichton  | 1892             | 1893              | 1894              | 1906 → japoński „Shikinami”, wycofany 1913 |
| „Gridień”   | Nikołajew | czerwiec 1891    | 12 listopada 1893 | listopad 1895     | wycofany w 1913                            |

## Dane taktyczno-techniczne
Okręty były niewielkimi, jednokominowymi kanonierkami torpedowymi o dwóch masztach. Długość całkowita wykonanych ze stali kadłubów wynosiła 60,2 metra, szerokość 7,42 metra i zanurzenie 3,25–3,5 metra . Wyporność normalna wynosiła 400 ton, a pełna 432 tony . Okręty napędzane były przez pionową maszynę parową potrójnego rozprężania o mocy 3500 KM, do której parę dostarczały dwa kotły lokomotywowe . Jednośrubowy układ napędowy pozwalał osiągnąć prędkość 21-22,5 węzła . Okręty mogły zabrać zapas węgla o maksymalnej masie 90 ton, co zapewniało zasięg wynoszący 1640 Mm przy prędkości 15 węzłów .
Kanonierki wyposażone były w dwie pojedyncze wyrzutnie torped kalibru 381 mm (jedna stała na dziobie, druga obracalna na pokładzie) . Uzbrojenie artyleryjskie stanowiło sześć pojedynczych dział kalibru 47 mm Hotchkiss M1885 L/40 i trzy pojedyncze działka kalibru 37 mm L/20, także Hotchkiss .
Załoga pojedynczego okrętu liczyła 65 oficerów, podoficerów i marynarzy .

## Służba

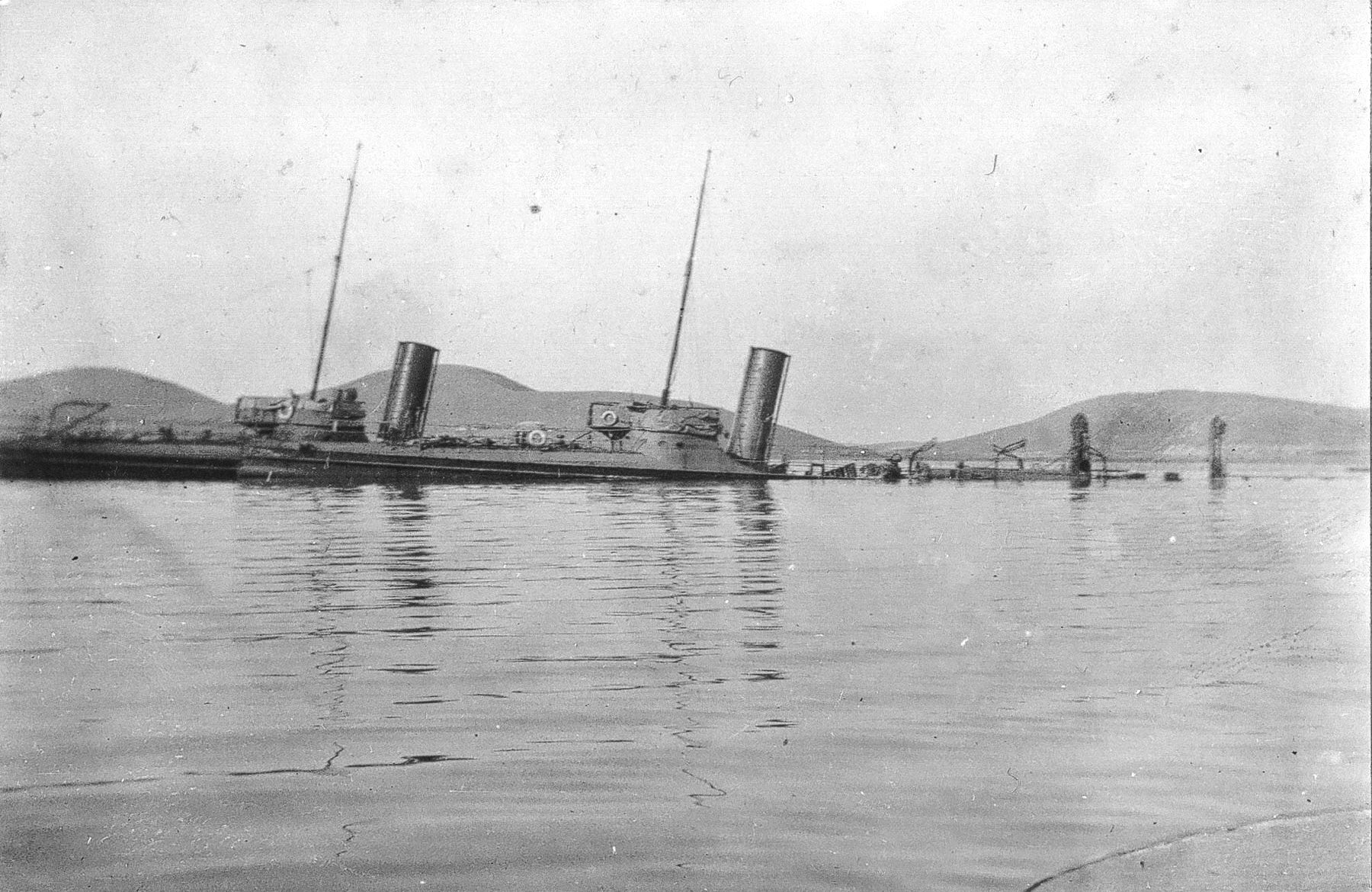
Zatopione „Gajdamak” i „Wsadnik” w Port Artur

Kanonierki typu Kazarskij zostały wcielone do służby w Marynarce Wojennej Imperium Rosyjskiego w latach 1890–1895 . „Wojewoda” i „Posadnik” weszły w skład Floty Bałtyckiej, „Kazarskij” i „Gridień” Czarnomorskiej, a „Wsadnik” i „Gajdamak” trafiły do Eskadry Oceanu Spokojnego. Dwie ostatnie jednostki wzięły udział w wojnie rosyjsko-japońskiej, walcząc w obronie Port Artur. 15 grudnia 1904 roku „Wsadnik” otrzymał trafienie pociskiem kalibru 280 mm i zatonął, a w nocy z 1 na 2 stycznia 1905 roku „Gajdamak” został samozatopiony w basenie portowym przez własną załogę . Oba okręty zostały podniesione przez Japończyków w październiku 1905 roku i w roku następnym wcielone w skład Cesarskiej Marynarki Wojennej pod nazwami „Makigumo” (巻雲) i „Shikinami” (敷波) . Jednostki zostały wycofane ze służby w 1913 roku i następnie złomowane .
Służące na Morzu Czarnym „Kazarskij” i „Gridień” od 1907 roku pełniły funkcje okrętów łącznikowych . „Gridień” został skreślony z listy floty w 1913 roku , a „Kazarskij” służył podczas I wojny światowej i w maju 1918 roku został zdobyty przez Niemców . W 1919 roku przejęli go Biali, a w grudniu 1920 roku został wcielony do Floty Czerwonej jako stawiacz min, służąc do listopada 1925 roku .
Wchodzące w skład Floty Bałtyckiej „Wojewoda” i „Posadnik” w 1907 roku przebudowano na okręty łącznikowe . W kwietniu 1918 roku porzucone w Pori jednostki zostały zdobyte przez Finów  . Wcielono je do służby w Marynarce Wojennej Finlandii pod nazwami „Matti Kurki” i „Klas Horn” . Okręty skreślono z listy floty w 1937 roku i złomowano w roku następnym .